# Karl von Czoernig-Czernhausen
Karl von Czoernig-Czernhausen, né le 5 mai 1804 à Černousy et mort le 5 octobre 1889 à Gorizia, est un fonctionnaire, statisticien et homme politique.

## Biographie
Il rend de grands services au développement de la navigation sur le Danube. Il est président de la Commission administrative statistique jusqu'en 1865. Du 31 août 1848 au 7 mai 1849, il est membre du Parlement de Francfort (Fraktion : Café Milani).

## Œuvres

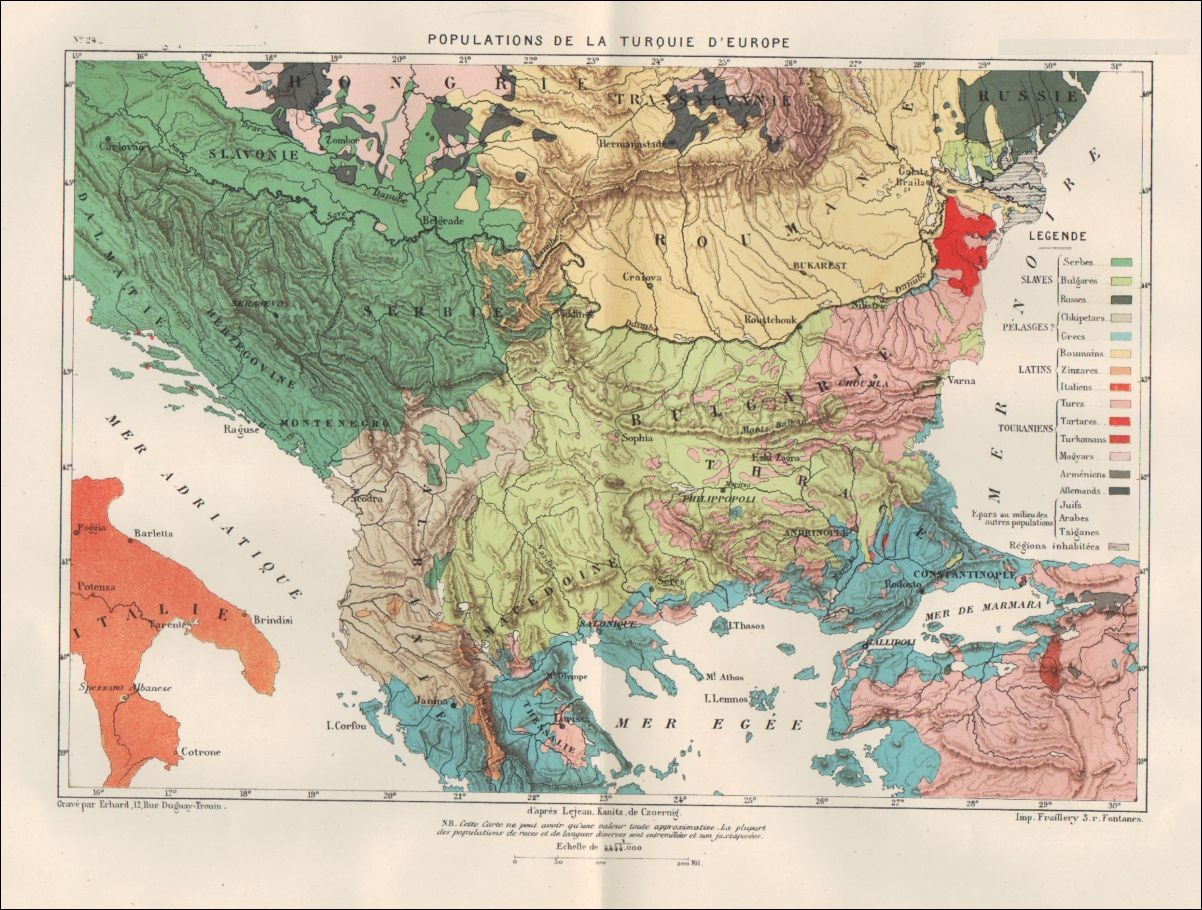
Carte des Balkans créée par Czoernig-Czernhausen.

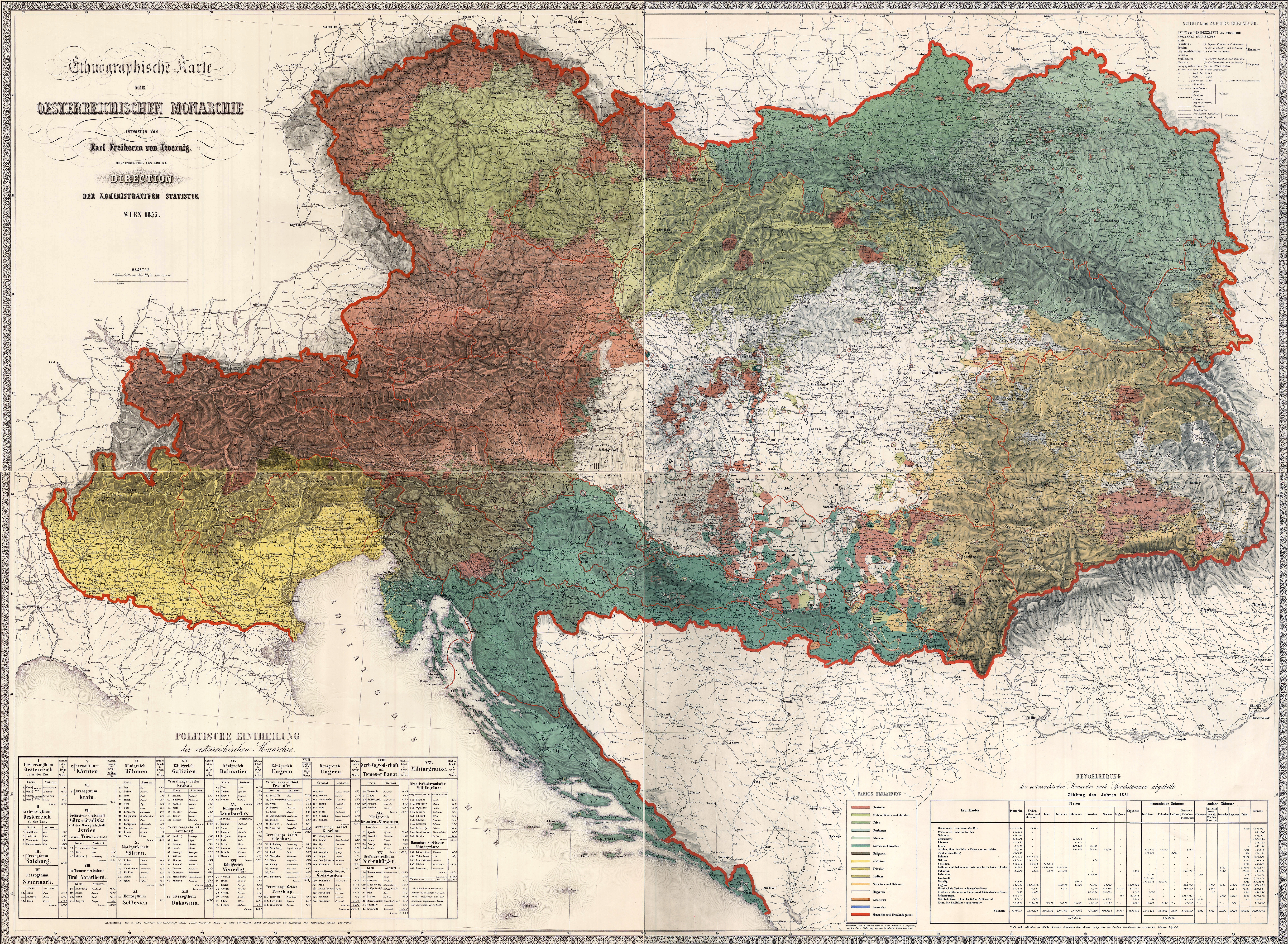
Carte ethnographique de l'empire d'Autriche réalisée en 1855 par Karl von Czoernig-Czernhausen.

- (de) Topographisch-historisch-statistische Beschreibung von Reichenberg., Vienne, 1829 (lire en ligne)
- (de) Ueber den Freihafen von Venedig mit Rücksicht auf den österreichischen Seehandel., Vienne, 1831
- (de) Italienische Skizzen., Milan, Pirotta, 1838 (présentation en ligne) 2 volumes
- (de) Die lombardische Gemeindeverfassung., Heidelberg, J. C. B. Mohr, 1843 (lire en ligne)
- (de) Tafeln zur Statistik der österreichischen Monarchie. herausgegebn von der Direction für admin. Statistik, Jhrg. 1841-1851
- (de) Zur Orientierung in der österreichischen Frage. Von einem österreichischen Abgeordneten., Frankfurt, 1848 (présentation en ligne)(Flugschrift)
- (de) Darstellung Colonialwesen in Ungarn und Siebenbürgen im 18. und 19. Jahrhundert., Vienne, 1849
- (de) Ethnographische Karte der österreichischen. Monarchie in 4 Blättern und in 1 Blatte., 1855 et 1857 (lire en ligne)
- (de) Ethnographie der österreichischen Monarchie., 1855–57 3 volumes volume 1, volume 2
- (de) Die Vertheilungen der Völkerstämme und deren Gruppen in der österreichischen Monarchie., Vienne, 1856
- (de) Österreichs Neugestaltung. 1848–58 (1858)
- (de) Statistische Handbüchlein für die österreichische Monarchie., Vienne, 1861
- (de) Das österreichische Budget für 1862., Vienne, 1862 2 volumes volume 1, volume 2
- (de) Görz, Oesterreichs Nizza., Vienne, 1873 et 1874 2 volumes volume 2
- (de) Die alten Völker Ober-Italiens